# حسن شماعی‌زاده
حسن شماعی‌زاده (زادهٔ ۱ آذر ۱۳۲۱) آهنگساز، خواننده، و نوازندهٔ موسیقی پاپ ایرانی است.
شماعی زاده در ابتدا کلارینت و سازهای بادی می‌نواخت و سپس به دلیل آهنگسازی، با پیانو و سایر سازها نیز اقدام به فعالیت نمود.
برخی از مهم‌ترین آهنگ‌های موسیقی پاپ ایرانی که توسط خوانندگانی چون گوگوش، شهره صولتی، داریوش، معین، حمیرا، هایده، مهستی، لیلا فروهر، عارف و… خوانده شده‌اند، از ساخته‌های او بوده‌اند. او پس از انقلاب ۱۳۵۷ به همراه خانواده‌اش به آمریکا مهاجرت کرد و در آنجا به کار آهنگسازی و خوانندگی ادامه داد. بیشتر آثار او با تنظیم دیگر موسیقیدان‌های ایرانی منتشر شده است.

## زندگی

### دوران کودکی و ورود به موسیقی

شماعی‌زاده در دوران جوانی

حسن شماعی‌زاده در ۱ آذر ۱۳۲۱ در اصفهان به دنیا آمد. شماعی‌زاده کار هنری خود را از ۱۳ سالگی در ارکستر یکی از تئاترهای اصفهان به عنوان نوازنده آغاز کرد. او دانش‌آموخته دبیرستان ادب اصفهان در سال ۱۳۴۱ بود. پس از پایان دوران دبیرستان برای پیشرفت در موسیقی به تهران رفت و پس از مدتی کار در تئاتر، در سال ۱۳۴۵ وارد رادیو شد. او هم‌زمان ارکسترهای جاز و پاپ را برای جوانان و مردم می‌نواخت و با چند ارکستر اسپانیایی همکاری می‌نمود و در رادیو و مراکز هنری تهران نیز به نوازندگی می‌پرداخت. او مدتی برای گروه بلک کتس نیز ساکسیفون می‌زد.

### آغاز آهنگسازی
حسن شماعی‌زاده آهنگسازی را در سال ۱۳۵۱ آغاز کرد. خود او دلیل اصلی روی آوردن به آهنگسازی را ناتوانی در ادامه نوازندگی می‌داند که دلیل آن ابتلا به بیماری دیسک گردن در اثر فشار نوازندگی طولانی‌مدت سازهای سنگین برنجی (۱۵–۱۶ ساعت در روز) بود. نخستین کارهای شماعی‌زاده در آهنگسازی، ترانه گریه با صدای امیر رسایی، حالا خیلی دیره با صدای عارف و نمیاد با شعر آرش سزاوار و صدای گوگوش بودند که همگی با هم منتشر شدند.

شماعی‌زاده در دههٔ ۱۳۵۰ خورشیدی

شماعی‌زاده پس از آغاز آهنگسازی توانست جایگاه ویژه‌ای میان آهنگسازان زمان خود پیدا کند و خوانندگان سرشناسی مانند گوگوش، داریوش، شهره، ابی، ستار، فرهاد، عارف، مارتیک، رامش، نوش‌آفرین و معین کارهای موفقی با آهنگ‌های او عرضه کردند. از جملهٔ این کارها می‌توان به مشهورترین ترانه‌های گوگوش اشاره کرد. از دیگر ساخته‌های موفق شماعی‌زاده در این دوران می‌توان به ترانه شکار با صدای ابی اشاره کرد که توانست در سال ۱۳۵۴ در جشنواره موسیقی استانبول ترکیه مقام نخست را در بین ۲۰۹ شرکت‌کننده کسب کند.

### آغاز خوانندگی
حسن شماعی‌زاده خوانندگی را از سال ۱۳۵۲ آغاز کرد. این اتفاق در برنامهٔ شوی زندهٔ چشمک در آخرین جمعهٔ مرداد ۱۳۵۲ و به گفتهٔ خود شماعی‌زاده به درخواست مردم افتاد. در آن برنامه که گوگوش، اردلان سرفراز و واروژان نیز حضور داشتند، شماعی‌زاده ترانهٔ مرداب را با شعر اردلان سرفراز و تنظیم واروژان اجرا کرد. ترانه‌ای که تبدیل به یکی از پرطرفدارترین ترانه‌های زمان خود شد و حدود ۱۹۸ هزار صفحه از آن فروش رفت که در نوع خود رکورد قابل توجهی بود.
خوانندگی او توجه‌ها را به خود جلب کرد و پس از مرداب، شماعی‌زاده ترانه‌های پرمخاطب دیگری را نیز ساخت و اجرا کرد که اقاقی با ترانه‌ای از شهیار قنبری یکی از آنها است که در سال ۱۳۵۴ منتشر شد. در سال ۱۳۵۴ شماعی‌زاده در یک نظرسنجی از سوی مجلهٔ زن روز به عنوان بهترین خواننده مرد سال و با حدود ۵۰ هزار رأی بهترین آهنگساز سال شناخته شد.

### مثلث همکاری گوگوش، حسن شماعی‌زاده و اردلان سرفراز
یکی از گروه‌ها در موسیقی پاپ ایرانی مثلثی بود که در آن اردلان سرفراز ترانه می‌سرود، حسن شماعی‌زاده موسیقی برای آن ترانه خلق می‌کرد و گوگوش این ترانه‌ها را می‌خواند. بعضی از این ترانه‌ها را واروژان تنظیم می‌کرد. در مجموع این مثلث ۱۷ ترانه منتشر کرده‌اند. کولی، جاده، کیه کیه، دوراهی، کوه، بمون تا بمونم، غریب آشنا، مرداب، کویر، دو پنجره، و من و گنجشک‌های خونه برخی از کارهای شناخته شده این سه نفر هستند.
شماعی‌زاده و سرفراز بدون گوگوش نیز کارهای موفقی با صدای خوانندگان دیگر منتشر کردند. از جملهٔ پرآوازه‌ترین آنها می‌توان به چشم من و دستای تو با صدای داریوش و پنجره با صدای معین اشاره کرد.
وقوع انقلاب ۱۳۵۷ به همکاری این سه تن پایان بخشید. گوگوش تا سال ۱۳۷۹ در ایران ماند و سرفراز و شماعی‌زاده هرکدام به یک کشور مهاجرت کردند. هرچند شماعی‌زاده مدعی است با وجود این که ترانه‌های این مثلث ظرف مدت ۵ سال (از ۱۳۵۲ تا ۱۳۵۷) منتشر شد، ولی همگی مربوط به یک دورهٔ همکاری کوتاه یک سال و هشت‌ماهه هستند.
پس از انقلاب علی‌رغم این که چند اثر با موسیقی شماعی‌زاده روی ترانه‌های سرفراز منتشر شدند، ولی همکاری این دو بعد از مدتی ادامه نیافت. به گفتهٔ سرفراز راه این دو پیش از انقلاب از هم جدا شده بود و با هم کار نمی‌کردند. با این حال شماعی‌زاده از ریشهٔ اختلاف احتمالی بین خود و اردلان سرفراز سخنی نگفته است و در مصاحبه با بهنود مکری در برنامهٔ شباهنگ از این که سرفراز دیگر با او ارتباط ندارد اظهار تأسف و شگفتی کرد.

### انقلاب ۱۳۵۷
در پی پیروزی انقلاب ۱۳۵۷ در ایران چریک‌های فدایی خلق روی دیوار خانه او شعار نوشتند که «شماعی‌زاده سرمایه‌دار اعدام باید گردد.» در ۲۵ بهمن ۱۳۵۷ عده‌ای به خانهٔ شماعی‌زاده حمله کردند. با اطلاع‌رسانی یکی از همسایگان، شماعی‌زاده در خانه سرگرد ولیعهد پنهان و فردای آن روز به کمک افسر دیگری با یک هواپیمای SOS از ایران خارج شد. او ابتدا به کپنهاگ و سپس به آمریکا رفت. او چهار ماه بعد دوباره به ایران بازگشت و پس از گذراندن پنج ماه در ایران برای همیشه ایران را ترک کرد. و در شهر لس آنجلس ساکن شد. او در دهه ۱۳۶۰ و ۱۳۷۰ یکی از پرکارترین هنرمندان موسیقی پاپ ایران بود و علاوه بر انتشار ۱۷ آلبوم به عنوان خواننده، برای خوانندگان ایرانی خارج‌نشین بسیار نیز آهنگسازی کرد. شماعی‌زاده در معرفی برخی چهره‌های نسل دوم خوانندگان پاپ خارج از ایران نظیر منصور، امید، سوزان روشن و شیلا نقش ایفا کرد.

#### همکاری با شهره صولتی
بیشترین همکاری وی بعد از گوگوش با شهره صولتی بود که شامل ۱۴ آهنگ است. حسن شماعی‌زاده برخی از مهم‌ترین آهنگ‌های شهره را ساخته است. کارهایی چون طلوع، کاغذ سفید، عروسی، کلید، احساس زن، دخترا و پسرا، بمیرم آی بمیرم، شنیدم، راه، به قربونت بگردم و … از همکاری حسن شماعی‌زاده با شهره هستند. آنها همچنین ترانه به قربونت بگردم را دوصدایی اجرا کردند. شهره به سبب اجرای آهنگ طلوع به مشهورترین و محبوب‌ترین خواننده زن پاپ در دهه ۶۰، تبدیل شد. آثاری که برای شهره ساخته است (طلوع، کاغذ سفید، کلید و…) بیشتر سبک احساسی و اوج‌دار هستند. این همکاری با ترانه‌های بیژن سمندر، مسعود فردمنش، همایون هشیار نژاد، هدا کرد باغ و ایرج رزمجو، درخشان شده‌اند. شماعی‌زاده در این دوران دیگر در یک سبک و فضا به ساختن و خواندن ترانه نپرداخت و سبک‌های گوناگون و گاه متضاد با سبک ساخته‌های پیش از انقلاب خود را آزمود. او بیش از گذشته به ساخت ترانه‌های شاد و ریتمیک پرداخت و در این حوزه ترانه‌هایی چون بیشتر بیشتر، داماد، یه دختر دارم شاه نداره، تولد، و عروسی منتشر کرد. ترانه معروف پریا با صدای شهرام شب‌پره نیز در همین دوران ساخته شده است.

### همکاری با بابک صحرایی
حسن شماعی‌زاده و بابک صحرایی در دههٔ ۱۳۸۰ همکاری‌های بسیاری با هم داشتند. اوج این همکاری به قطعهٔ هیاهو مربوط می‌شود که در زمستان سال ۱۳۹۰ با صدای شماعی‌زاده منتشر شد. از دیگر آثار مشترک حسن شماعی‌زاده و بابک صحرایی می‌توان به ترانه‌های صخره، ممنونم، مهتاب ناز من، از کجا میای، تو چشای من نگا کن و آوازه‌خوان نه آواز با صدای شماعی‌زاده، جشن آینه با صدای پویا، تو رو می‌خوام با صدای شیلا، عشق طوفانی و آتیش‌بازی با صدای سوزان روشن و دلهره با صدای سروش اشاره کرد.
حسن شماعی‌زاده در برنامه Greatest Hits در شبکهٔ تلویزیونی من‌وتو گفت که همیشه تعداد زیادی از آهنگ‌هایش به خاطر عدم توانایی ترانه‌سراها برای نوشتن ترانه مناسب به رویشان، به اجرا نرسیده‌اند. اما از زمانی که با بابک صحرایی همکاری می‌کند این مشکل برطرف شده و این ترانه‌سرا به بهترین شکل ممکن روی آهنگ‌هایش ترانه می‌نویسد.

### عدم آهنگسازی برای خوانندگان
شماعی‌زاده در سال ۲۰۰۶ اعلام کرد که دیگر برای کسی آهنگ نمی‌سازد و آهنگ‌هایش را تنها خودش می‌خواند؛ زیرا احساس می‌کند در کار آهنگسازی مورد سوءاستفاده قرار گرفته و حقوقش پایمال شده است و انگیزه‌ای برای آهنگسازی برای دیگران ندارد. هرچند در مصاحبه‌ای در سال ۲۰۱۲ با بهنود مکری در برنامه شباهنگ صدای آمریکا گفت: «ولی گوگوش فرق می‌کند.» او یک سال بعد هم در گفتگو با بهنود مکری اعلام کرد که در حال کار کردن با خواننده جوانی به نام پریسا است که به زودی قرار است ترانه‌هایی با آهنگسازی شماعی‌زاده از وی منتشر شود.

### همکاری مجدد با گوگوش

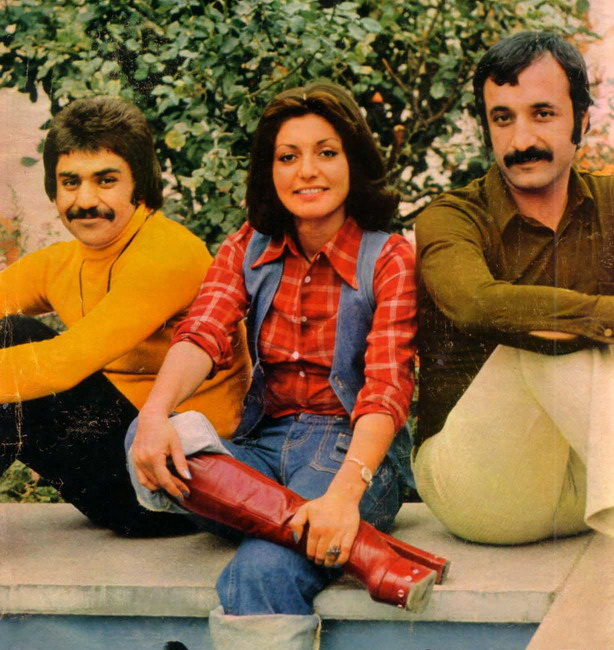
حسن شماعی‌زاده، گوگوش، اردلان سرفراز

گوگوش در مصاحبه با مجله جوانان آمریکا گفته بود بعد از شنیدن ترانهٔ هیاهو آنقدر تحت تأثیر قرار می‌گیرد که از شماعی‌زاده می‌خواهد که اجازه دهد او نیز این قطعه را اجرا کند. شماعی‌زاده نیز با روی باز می‌پذیرد و گوگوش هیاهو را در استودیوی شماعی‌زاده می‌خواند. به این ترتیب پس از ۳۴ سال دوباره حسن شماعی‌زاده و گوگوش در کنار همدیگر قرار گرفتند.
به دنبال این همکاری گوگوش چند ترانه در اختیار شماعی‌زاده قرار داد تا به روی آنها آهنگسازی کند. هرچند شماعی‌زاده این ترانه‌ها را در شأن خواننده‌ای در جایگاه گوگوش نمی‌دانست. اما پس از انتشار هیاهو، گوگوش در کنسرت‌های خود سخنانی به زبان آورد که از نظر شماعی‌زاده تمسخرآمیز و تحریف تاریخ بود و موجب دلخوری شماعی‌زاده شد. او در مصاحبه با برنامه شباهنگ صدای آمریکا ضمن تشریح این دلخوری و ریشه‌های آن، تأکید کرد که برنامه‌ای برای همکاری دوباره با گوگوش ندارد. با این حال شماعی‌زاده در همین مصاحبه سخنانی احساسی نیز در مورد گوگوش بیان کرد:

«من گوگوش را عاشقانه دوست دارم. عشق من به گوگوش، عشق یک مرد به زن نیست. عشق حسن شماعی‌زاده آهنگساز به گوگوش خواننده است.»

### تور کنسرت مثلث خاطره‌ها با گوگوش و اردلان سرفراز
در خرداد ۱۳۹۶ گوگوش با انتشار عکسی جدید از خود در کنار حسن شماعی‌زاده در پشت پیانو، از شروع دوباره همکاری خود با شماعی‌زاده و اردلان سرفراز خبر داد. به دنبال آن نخستین کنسرت مشترک این سه، با نام مثلث خاطره‌ها در اواخر مهر همان سال در تورنتو برگزار و تور جهانی مثلث خاطره‌ها آغاز شد. در بهمن همان سال نخستین همکاری مشترک گوگوش، شماعی‌زاده و سرفراز پس از حدود ۴۰ سال به شکل تک‌آهنگی با نام مثلث خاطره‌ها منتشر شد که در آن گوگوش و شماعی‌زاده هم‌خوانی می‌کردند. در ادامه تور مثلث خاطره‌ها منوچهر چشم‌آذر و مارتیک نیز به این سه اضافه شد.

## سبک کار

### آهنگسازی
حسن شماعی‌زاده به‌عنوان یک آهنگساز عقیده دارد:
هرگاه آهنگی را می‌نویسم، تلاش می‌کنم آهنگی بسازم که بر روی نسل جوان‌تر اثرگذار باشد. موسیقی باید جوان، شادی‌آفرین و امیدبخش باشد.
شماعی‌زاده پیش از ۱۳۵۷ بیشتر آهنگ‌هایی را ساخته است که بسته به روحیات و روزگار آن زمان بیشتر غمگین و از لحاظ موسیقایی گاهی بسیار شکوهمند و حماسی هستند. ترانه‌های جاده و مرداب نمونه‌هایی از این ترانه‌ها هستند. این غم پنهان در موسیقی‌های آن زمان شماعی‌زاده به تدریج با وقوع انقلاب ۱۳۵۷ و مهاجرت به آمریکا و جنگ ایران و عراق جای خود را به ترانه‌های شاد و ریتمیک مناسب برای مجالس رقص داد. خود شماعی‌زاده معتقد است زمان‌های مختلف چیزهای مختلفی ایجاب می‌کند. وقتی جامعه به ناراحتی می‌رود (مثل زمان جنگ) مردم به شادی بیشتری نیاز پیدا می‌کنند و نیاز دارند تا ناراحتی خود را با شادی‌های لحظه‌ای از بین ببرند.

او کم شدن ترانه‌های شاد و ریتمیک را در آثار اخیر خود را ناشی از بالا رفتن سن و در اختیار نداشتن ترانهٔ مناسب عنوان کرده است: 
برای ساخت آهنگ شاد، شعر باید روشن‌تر و واضح‌تر و صریح‌تر باشد. من در این سن نمی‌توانم به سراغ یک سری اشعار عاشقانهٔ باز بروم.
از سوی دیگر در برخی ساخته‌های شماعی‌زاده، مانند چند ترانه که برای معین ساخته است می‌توان رد موسیقی سنتی و دستگاهی ایرانی را نیز دید. به ویژه برخی کارهایی که خودش خوانده، مانند غم غربت از آلبوم فریاد رنگ یا مرگ عشق از آلبوم گلای خیس که این دو تنظیم‌هایی با سازهای سنتی موسیقی ایران دارند و به شکل آواز سنتی اجرا شدند. در همین حال شماعی‌زاده گوشهٔ چشمی به موسیقی نواحی ایران هم داشته است. مثل آهنگ عروسی با تم و فضای موسیقی جنوبی یا آهنگ کردستان که تمی کُردی دارد. شماعی‌زاده در میان آهنگ‌های خود حتی به آهنگ‌های موسوم به خراباتی و لاله‌زاری هم توجه داشته و می‌توان نمونه‌هایی از این ترانه‌ها را در آلبوم گلای خیس شنید.
علاوه بر انواع موسیقی ایرانی، در بعضی آهنگ‌های شماعی‌زاده می‌توان تم‌هایی از موسیقی اسپانیولی یا عربی را هم شنید. مانند ترانه پرستش از آلبوم پرستش یا گیتار از آلبوم آوازه‌خوان نه آواز از تم‌های اسپانیولی استفاده کرده است. شماعی‌زاده از دیگر سبک‌های موسیقی از جمله تکنو و ترنس هم مناسب با زمان ساخت آهنگ‌های خود و جو موسیقایی زمان بهره برده است، که آهنگ‌های دنیا از آلبوم پرستش، همسرم از آلبوم دوشیزه‌خانم، و گل از آلبوم آوازه‌خوان نه آواز نمونه‌هایی از این دست به‌شمار می‌روند.
شماعی‌زاده به هر دو شکل آهنگسازی روی ترانه و ساخت ملودی و سپس گذاشتن ترانه روی آن کار کرده است. او گفته اگر ترانه‌هایی که به دستش می‌رسند مناسب باشند، رویشان آهنگ می‌سازد، در غیر این صورت ابتدا ملودی می‌سازد و سپس رویش ترانه ساخته می‌شود. او معتقد است بیشتر کارهای موفق خود را ابتدا آهنگسازی کرده و سپس ترانه‌سرا روی آن‌ها ترانه ساخته است. او همچنین برای آهنگسازی روی شعرِ سروده شده ارزش چندانی قائل نیست؛ زیرا معتقد است که ۵۰ درصد آن آهنگ را شاعر ساخته است. شماعی‌زاده معتقد است که در موسیقی ایران همه عوامل در خدمت ارائه کلام‌اند، ولی او در ساخته‌هایش تلاش داشته است که این توجه به کلام باعث نشود تا موسیقی در درجهٔ دوم اهمیت قرار بگیرد.
شماعی‌زاده از میان آهنگ‌هایی که ساخته، آهنگ خونه را به دلیل شکل ملودی و حرکت‌های آن بیش از بقیه دوست دارد. او از بین خواننده‌هایی که تاکنون با آن‌ها کار کرده، بیش از همه با گوگوش راحت بوده و در کارهایی که در لس آنجلس منتشر شده از معین راضی بوده است. از بین ترانه‌سراها همواره از اردلان سرفراز تعریف کرده و از بیژن سمندر با احترام یاد کرده است. در میان دیگر آهنگسازان کارهای سیاوش قمیشی و پرویز مقصدی را می‌پسندد. او معتقد است که از زمان قمرالملوک وزیری تاکنون، در مجموع خوانندگان زن سطح توانایی بالاتری نسبت به مردها داشته‌اند و استعداد خودشان را بیشتر نشان داده‌اند. او حمیرا را جزو خوانندگانی می‌داند که از نظر تسلط بر حنجره و توانایی خواندن و زیبا خواندن در خاورمیانه بی‌نظیر است.

### خوانندگی
شماعی‌زاده معتقد است که اگر نمی‌خواند خیلی از آهنگ‌های او ساخته نمی‌شدند؛ زیرا انگیزه‌ای برای ساختشان وجود نداشت و خواندن او به کار آهنگسازی‌اش کمک کرده است. او همچنین گفته است که خیلی از خواننده‌ها از خواندن او تأثیر گرفته‌اند و یک برداشتی از خواندن او در صدای آن‌ها وجود دارد. علاوه بر این، منبع درآمد او در طی سال‌های فعالیتش خوانندگی و نه آهنگسازی بوده است.

## ترانه‌شناسی

### موسیقی فیلم
بر پایه اطلاعات وبگاه سوره سینما حسن شماعی‌زاده در ۳ فیلم به عنوان نوازنده حضور داشته است.
- خوشگلا عوضی گرفتین (۱۳۵۳)
- باغ بلور (۱۳۵۷)
- امشب اشکی می‌ریزد (۱۳۵۷)

هرچند او ترانه‌های این فیلم‌ها را آهنگسازی نیز کرده است.

## زندگی شخصی
حسن شماعی‌زاده در شهر لس آنجلس کالیفرنیا زندگی می‌کند. او هر سال در ماه‌های مارس و اوت به دبی می‌رود و در کلابی به اسم پاتوق برنامه دارد.
او در سال ۱۳۴۷ با فاطمه (نوشین) ازدواج کرد که این زندگی مشترک تاکنون نیز ادامه داشته است. او یک پسر به نام افشین و یک دختر به نام عقیق (با نام آمریکایی نیکی) دارد. افشین دندان‌پزشک و عتیق در کار خرید و فروش املاک فعالیت دارد.
او برای اعضای خانواده‌اش آهنگ‌هایی هم ساخته است؛ ترانهٔ «پسرم» برای پسرش، ترانهٔ «یه دختر دارم شاه نداره» برای دخترش، و نیز ترانهٔ «همسرم» و «مدیون» برای همسرش. شماعی‌زاده همچنین ترانه‌های «رپ» و «دوست دارم» را با همراهی دخترش عقیق خوانده است. او قشنگ‌ترین لحظه زندگیش را روز فارغ‌التحصیلی پسرش از دانشگاه می‌داند.
شماعی‌زاده دوستدار حیوانات است و روزی ۲، ۳ ساعت را با حیوانات خانگی‌اش می‌گذراند.

## دیدگاه‌های سیاسی
شماعی‌زاده پیش از انقلاب ۱۳۵۷ فعالیت سیاسی چندانی نداشت. اما بعد از انقلاب با ساختن آهنگ‌هایی نظیر شهر خالی مخالفت خود را با جمهوری اسلامی نشان داد. او معتقد است ایران احتیاج به انقلاب نداشت. ایران احتیاج به رفرم داشت.
ساخت آهنگ شهبانو با صدای ستار که در رسای فرح پهلوی است، شائبه سلطنت‌طلب بودن او را مطرح نمود. هرچند او در مصاحبه با برنامه پارازیت صدای آمریکا این مسئله را تکذیب کرده و خود را یک آزادی‌خواه معرفی کرد که با هر نوع ایدئولوژی مخالف است.
شماعی‌زاده به دنبال رویدادهای پس از انتخابات ۱۳۸۸ آهنگ مردم را به همراه ستار و شیفته در حمایت از معترضان حکومت ایران اجرا کرد. او در مصاحبه دیگری با صدای آمریکا دو درخواست از حاکمان جمهوری اسلامی مطرح کرد که درخواست اول آزاد کردن همه زندانیان سیاسی و رعایت حقوق بشر، و تقاضای دوم گوش دادن به صدای مخالفان است.
شماعی‌زاده در دی ۱۴۰۲ تک‌آهنگی با نام زن، زندگی، آزادی در حمایت از جنبش زن زندگی آزادی منتشر کرد.
شماعی‌زاده در آذر ۱۴۰۳ اعلام کرد «من تا امروز یک فعال سیاسی بودم و از این به بعد یک مبارز سیاسی هستم.»

## مصادره دارایی‌ها
پس از انقلاب و در سال ۱۳۷۲ خانه شماعی‌زاده در منطقه جماران تهران با حکم حسینعلی نیری قاضی شرع دادگاه انقلاب اسلامی تهران مصادره شد. همسر شماعی‌زاده در اوایل دهه ۱۹۹۰ سه بار و هر بار برای ۶ ماه برای حضور در دادگاه به ایران رفت. در حکم این دادگاه علت این مصادره مجهول‌المالک بودن آن ملک به دلیل این که شماعی‌زاده درآمد مشروعی از حرفهٔ حلال نداشته است، اشتغال وی به شغل کثیف خوانندگی و سرودن آهنگ نفرین بر جنگ عنوان شده است. نیری استدلال کرده بود «جنگ برای ما برکت است.» این خانه توسط ستاد اجرایی فرمان امام، مصادره شده و در اختیار اشخاص ثالثی قرار گرفت که در این مدت بدون رضایت شماعی‌زاده در آن خانه زندگی می‌کنند.
شماعی‌زاده بارها در مصاحبه‌های خود تأکید کرده که خرید این ملک از محل ارث پدری همسرش بوده و به نام فرزندانش سند خورده بوده است و هیچ ارتباطی با شخص او نداشته است. در ۱۶ فروردین ۱۳۹۷ وی با طرح دوباره این موضوع در صفحه اینستاگرام خود، حسین‌علی نیری، معاون دیوان عالی کشور و از عوامل اصلی اعدام زندانیان سیاسی در تابستان ۱۳۶۷ را متهم کرد که خانه‌اش را به نفع خود مصادره و آن را تصاحب کرده و حال با جعل سند، آنرا برای فروش در بازار مسکن گذاشته است.
ترانه خانه (خانه‌ام) از آلبوم آخرین سوار شماعی‌زاده در سال ۱۳۷۵ در مورد این ملک و تصاحب آن سروده و ساخته شده است.

### آدرس خانه
شماعی‌زاده آدرس کامل و نقشه ملک را در اینستاگرام خود اینگونه به اشتراک گذاشته است:
خیابان باهنر (نیاوران) - خیابان فیضی (جمشیدیه) - خیابان ۲۴ (جبلی) - کوچه مریم - در سفید رنگ